# Переходный
Переходный — упразднённый посёлок в Мотыгинском районе Красноярского края России. На момент упразднения входил в состав городского поселения Посёлок Мотыгино. Исключён из учётных данных в 2001 году.

## География
Посёлок находится в северной части района, на правом берегу реки Большая Мурожная в месте впадения в нее реки Левая Вершина Мурожной, на расстоянии приблизительно 23 километров (по прямой) к северо-западу от посёлка Раздолинск.
Климат
Климат характеризуется как резко континентальный, с морозной продолжительной зимой. Средняя температура самого тёплого месяца (июля) составляет 25 — 26 °С (абсолютный максимум — 38 °С). Средняя температура самого холодного месяца (января) — −26 — −28 °С (абсолютный минимум — −53 °С). В течение года атмосферные осадки выпадают неравномерно. В тёплый период года (с апреля по октябрь) выпадает около 70-80 % осадков.

## История
Возник как приисковый посёлок.